# Newton St Loe
Newton St Loe è un villaggio situato tra Bath e Bristol, nella contea inglese del Somerset. La maggior parte del suo territorio è proprietà del Ducato di Cornovaglia.